# ヘント〜ウェヴェルヘム2009
ヘント〜ウェヴェルヘム2009(Gent-Wevelgem 2009)は、ヘント〜ウェヴェルヘムの71回目のレース。2009年4月8日に行われた。

## 結果
ヘントからウェヴェルヘムまで203.0km
|    | 選手名                           | 国籍           | チーム                       | 時間          |
| -- | -------------------------------- | -------------- | ---------------------------- | ------------- |
| 1  | エドヴァルド・ボアソン・ハーゲン | ノルウェー     | コロンビア・ハイロード       | 5時間00分15秒 |
| 2  | アレクサンドル・クシュインスキー | ベラルーシ     | リクイガス                   | 同            |
| 3  | マシュー・ゴス                   | オーストラリア | チーム・サクソバンク         | +53秒         |
| 4  | マシュー・ヘイマン               | オーストラリア | ラボバンク                   | 同            |
| 5  | アンドレアス・クリール           | ドイツ         | サーヴェロ・テストチーム     | +57秒         |
| 6  | コルド・フェルナンデス           | スペイン       | エウスカルテル・エウスカディ | +1分49秒      |
| 7  | マルクス・ブルクハルト           | ドイツ         | コロンビア・ハイロード       | +2分14秒      |
| 8  | トム・レーザー                   | オランダ       | ラボバンク                   | 同            |
| 9  | マヌエル・クインツィアート       | イタリア       | リクイガス                   | 同            |
| 10 | ジェレミー・ハント               | イギリス       | サーヴェロ・テストチーム     | 同            |